# Азиатска конфедерация по волейбол
Азиатска конфедерация по волейбол (Asian Volleyball Confederation (AVC)) е организация, която обединява волейболните федерации на страните от Азия и Океания и защитава техните интереси.
Централата на организацията се намира в Пекин, Китай. Включва 65 страни. Създадена е на 6 май 1952 г.

## Зони
Азиатската конфедерация е първата континентална волейболна конфедерация, която се разделя на няколко отделни зони. Това става през 2001 г.
- Източна Азия
- Югоизточна Азия
- Централна Азия
- Югозападна Азия
- Океания